# Formación de la capa de techo
Se denomina formación de la capa de techo a la acumulación de gases calientes que, por acción del fuego y en un ambiente cerrado, tienden acumularse en las partes altas de un recinto. De esta manera los gases más calientes se desplazan por el interior de los edificios hacia sus techos y una vez acumulada cierta cantidad, tiende a escapar. Los bomberos utilizan el sistema de ventilación para extraer esta capa de gases y humo de dentro de los edificios incendiados.
Cabe destacar también que en muchas ocasiones este fenómeno ha producido focos de incendio mediante el método de transmisión del calor denominado convección (transmisión del calor mediante gases).
- Datos: Q5863964